# Liste des îles de l'Île-du-Prince-Édouard

Carte de l'Île-du-Prince-Édouard.

La province canadienne de l'Île-du-Prince-Édouard est intégralement composée d'îles qui sont :
- l'île du Prince-Édouard, de loin la plus grande île de la province, entourée d'îles beaucoup plus petites en superficie ;
- Fox Island (ceb);
- l'île Oultons (ceb);
- l'île Sandy (ceb);
- les îles de la baie de Malpèque :
  - Île Lennox, dans la partie nord de la baie, île habitée et reliée par un pont à la terre ferme, d'environ 3,75 km de longueur ;
  - Bird Island, petite île carrée, de moins de 1 km de longueur ;
  - Hog Island, île triangulaire, de moins de 1,8 km de longueur ;
  - Ram Island, petite île ronde, de moins de 600 m de longueur ;
  - Courtin Island, île triangulaire, de moins de 2 km de longueur.